# Ekaterina Atalık
Ekaterina Atalık, nata Ekaterina L'vovna Polovnikova (in russo Екатерина Львовна Половникова?; Kirov, 14 novembre 1982), è una scacchista russa naturalizzata turca, maestro internazionale e grande maestro femminile.
Ha vinto un Europeo femminile nel 2006 e sei Campionati turchi femminili.

## Carriera

### Giovanili e Juniores
Nel 1997 ha vinto il Campionato europeo giovanile nella sezione femminile U16.

### Individuali
Sposatasi nel 2005 con il grande maestro turco Suat Atalık, ha quindi ottenuto la cittadinanza turca.. Tra gennaio e febbraio 2006 la coppia ha partecipato a Kemer al Mediterranean Chess Championship: la vittoria è andata al marito, mentre il suo 2º posto le è valso il titolo di Campionessa femminile del mediterraneo.
Sempre nel 2006, in aprile, ha vinto la settima edizione del Campionato europeo individuale femminile, svoltasi a Kuşadası.
Nel 2008 ha vinto il Campionato turco femminile, successo che ha ripetuto nel 2016, 2018, 2020, 2021 e 2022.
Del 2016, in gennaio, è la sua vittoria nell'Open di Praga, ottenuta con 8 su 9, un punto di vantaggio sui diretti inseguitori.
Nel 2019 ha preso parte alla sezione femminile dei Mondiali rapid, nella quale con 9 su 12 (+8 =2 -2) è giunta 3ª, superata per spareggio tecnico dalla cinese Lei Tingjie (argento) e dall'indiana Humpy Koneru (oro).

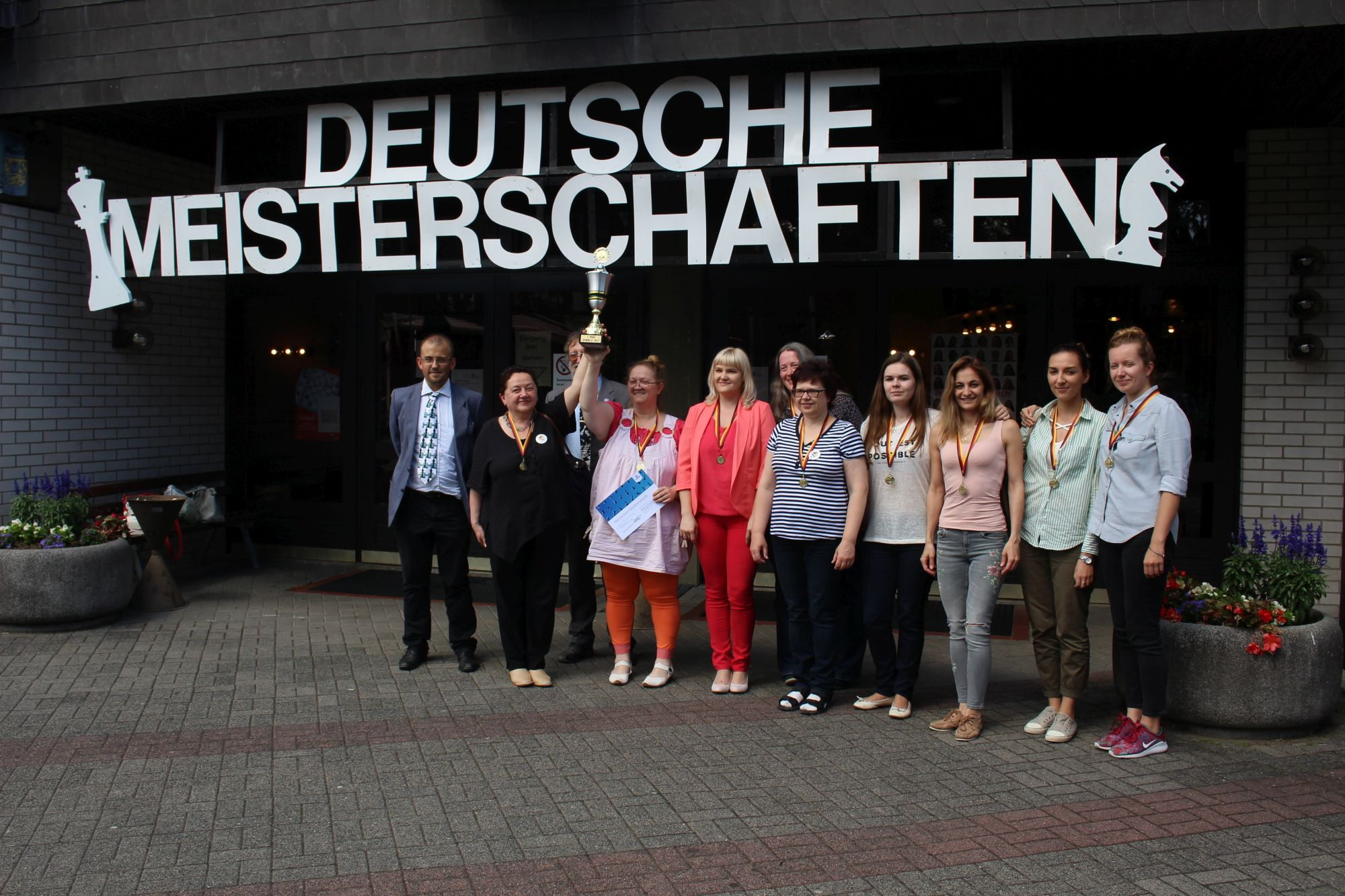
Ultima a destra durante un evento a squadre nel 2017

### Nazionale
Ha preso parte a due edizioni delle Olimpiadi degli scacchi, Ėlista 1998 come 2ª scacchiera della nazionale femminile russa "B" e Torino 2006 come 1ª di quella turca. Ha in entrambe le occasioni ottenuto +5 =5 -2 e quindi 7½ su 12. A livello individuale è giunta rispettivamente 13ª e 27ª, le squadre 26ª e 24ª.

### Club
Tra il 2000 e il 2017 ha partecipato a sette edizioni della Coppa europea per club femminile. Ha ottenuto l'argento di squadra (4ª individuale come 2ª scacchiera) nel 2000 giocando per la  St. Petersburg-Lentransgaz, un doppio argento (2ª scacchiera) nel 2004 con la INEK St. Petersburg, un argento di squadra e un oro individuale (4ª scacchiera) nel 2010 con la Sankt Petersburg e un bronzo individuale (3ª scacchiera) nel 2014 con la Ladya Kazan. Il suo complessivo negli eventi è di 48 partite, con 16 vittorie, 23 patte e 9 sconfitte, per una percentuale utile del 57.3%.

## Statistiche
Il suo punteggio Elo più alto è stato di 2481, ottenuto nella lista FIDE di settembre 2011. In quella di gennaio 2022 ha un punteggio di 2415, che la posiziona al numero 42 della Top100 femminile mondiale.